# Olga Boladz
Olga Maria Bołądź (Toruń, 29 de febrero de 1984) es una actriz polaca que trabaja principalmente en teatro y en cine y habla con fluidez cuatro lenguas extranjeras (español, italiano, ruso e inglés), lo cual la hace habitual en diferentes películas internacionales.

## Biografía
Olga Boladz se graduó como actriz en la “Escuela de Teatro” de Cracovia en el año 2007.
En el año 2010 participó junto al bailarín Łukasz Czarnecki en la undécima temporada del programa Taniec z Gwiazdami, logrando el cuarto puesto.

## Filmografía (selección)
- 2006. Miłość w przejściu podziemnym
- 2009. El corazón valiente de Irena Sendler
- 2012. Cerdos voladores'’
- 2013. La mujer del guardarropa'’, de Bodo Kox
- 2017: El último traje, película hispano-argentino-polaca de Pablo Solarz[2][3]
- 2018. Un día más con vida, de Raúl de la Fuente y Damian Nenow[4]
- 2018. El hombre con la caja mágica